# Équipe de France de volley-ball en 2014

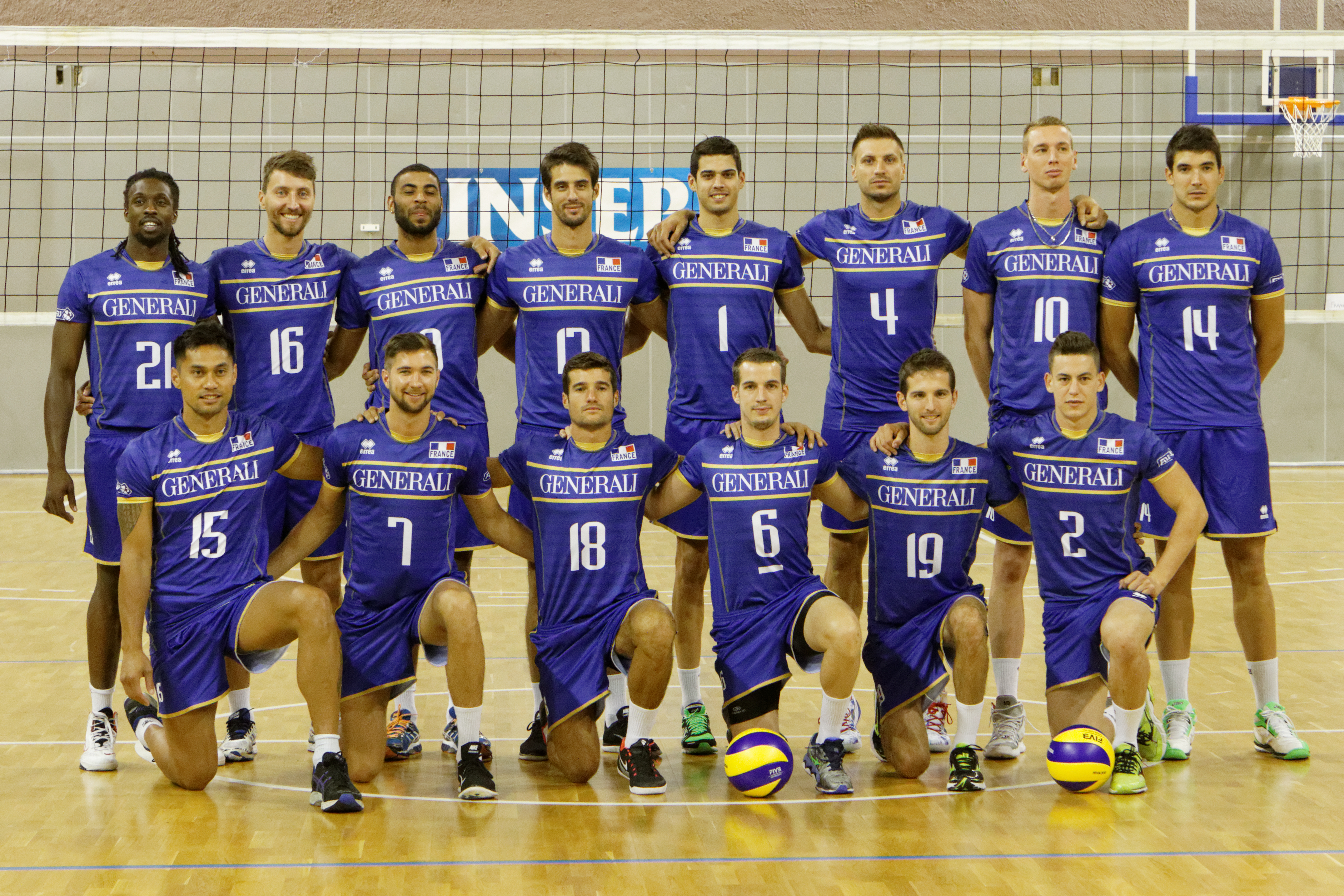
Équipe de France de volley-ball en août 2014 à l'INSEP.

L'équipe de France de volley-ball participe en 2014 au tournoi de qualification (3-5 janvier), à la Ligue mondiale (23 mai-20 juillet) et au Championnat du monde (3-21 septembre).

## Les matchs des A
| Date            | Lieu                                    | Adversaire  | Score                               | Durée  | Compétition | Meilleur marqueur                   | Référence |
| 3 janvier 2014  | Halle Georges Carpentier Paris          | Biélorussie | 3-1 (25-18 23-25 25-22 25-22)       | 1 h 49 | QCHM        | Julien Lyneel, Earvin N'Gapeth (16) | CEV       |
| 4 janvier 2014  | Halle Georges Carpentier Paris          | Espagne     | 3-0 (25-16 25-17 25-18)             | 1 h 14 | QCHM        | Julien Lyneel (17)                  | CEV       |
| 5 janvier 2014  | Halle Georges Carpentier Paris          | Belgique    | 2-3 (22-25 25-20 17-25 25-23 11-15) | 1 h 53 | QCHM        | Antonin Rouzier (26)                | CEV       |
| 24 mai 2014     | Torito Rodriguez Mendoza                | Argentine   | 2-3 (25-20 20-25 25-21 22-25 12-15) | 2 h 16 | LM          | Antonin Rouzier (21)                | FIVB      |
| 25 mai 2014     | Torito Rodriguez Mendoza                | Argentine   | 0-3 (24-26 18-25 22-25)             | 1 h 26 | LM          | Kévin Tillie (15)                   | FIVB      |
| 31 mai 2014     | Park&Suites Arena Montpellier           | Japon       | 3-0 (25-16 25-18 25-21)             | 1 h 18 | LM          | Nicolas Le Goff (13)                | FIVB      |
| 1er juin 2014   | Park&Suites Arena Montpellier           | Japon       | 3-0 (25-14 25-15 25-21)             | 1 h 17 | LM          | Mory Sidibé (19)                    | FIVB      |
| 7 juin 2014     | Porsche-Arena Stuttgart                 | Allemagne   | 0-3 (19-25 16-25 22-25)             | 1 h 24 | LM          | Antonin Rouzier (21)                | FIVB      |
| 8 juin 2014     | Porsche-Arena Stuttgart                 | Allemagne   | 1-3 (25-19 23-25 20-25 30-32)       | 2 h 7  | LM          | Antonin Rouzier (23)                | FIVB      |
| 13 juin 2014    | Kindarena Rouen                         | Allemagne   | 1-3 (22-25 25-20 17-25 25-23 11-15) | 1 h 59 | LM          | Mory Sidibé (15)                    | FIVB      |
| 15 juin 2014    | Palais des sports André-Brouat Toulouse | Allemagne   | 3-0 (25-18 25-20 25-20)             | 1 h 20 | LM          | Kévin Tillie (14)                   | FIVB      |
| 21 juin 2014    | Shimadzu Arena Kyoto Kyoto              | Japon       | 0-3 (23-25 18-25 16-25)             | 1 h 19 | LM          | Antonin Rouzier (18)                | FIVB      |
| 22 juin 2014    | Shimadzu Arena Kyoto Kyoto              | Japon       | 1-3 (16-25 25-19 25-27 18-25)       | 1 h 50 | LM          | Antonin Rouzier (24)                | FIVB      |
| 27 juin 2014    | Vendéspace Mouilleron le Captif         | Argentine   | 2-3 (20-25 25-19 25-17 20-25 13-15) | 2 h 5  | LM          | Nicolas Maréchal (22)               | FIVB      |
| 29 juin 2014    | Halle Carpentier Paris                  | Argentine   | 3-1 (25-21 25-22 23-25 25-16)       | 1 h 52 | LM          | Mory Sidibé (13)                    | FIVB      |
| 11 juillet 2014 | Sydney Olympic Park Sydney              | Belgique    | 3-0 (26-24 25-21 25-19)             | 1 h 20 | LM          | Kévin Tillie (16)                   | FIVB      |
| 12 juillet 2014 | Sydney Olympic Park Sydney              | Australie   | 2-3 (20-25 25-22 22-25 25-23 14-16) | 1 h 59 | LM          | Mory Sidibé (20)                    | FIVB      |

QCHM : match de qualification au championnat du monde.
A : match amical.
LM : match de la Ligue mondiale 2014.

## Les joueurs en A
| Joueurs                   |             |             |             |             |             |             |             |             |             |             |             |             |             |             |             |         |             |
| Attaquants                |             |             |             |             |             |             |             |             |             |             |             |             |             |             |             |         |             |
| Antonin Rouzier           | (15pts)     | (4pts)      | (26pts)     | (21pts)     | (13pts)     | (12pts)     | NP          | (21pts)     | (23pts)     | (4pts)      | (11pts)     | (18pts)     | (24pts)     | (21pts)     | (12pts)     | (14pts) | (1pt)       |
| Mory Sidibé               | (0pt)       | (5pts)      | (0pt)       | (5pts)      | NP          | (5pts)      | (19pts)     | NP          | (0pt)       | (15pts)     | NP          | NP          | (0pt)       | (0pt)       | (13pts)     | NP      | (20pts)     |
| Centraux                  |             |             |             |             |             |             |             |             |             |             |             |             |             |             |             |         |             |
| Jonas Aguenier            | -           | -           | -           | (2pts)      | NP          | -           | -           | -           | -           | -           | -           | -           | -           | -           | -           | -       | -           |
| Gérald Hardy-Dessources   | (8pts)      | (4pts)      | (7pts)      | -           | -           | -           | -           | -           | -           | -           | -           | -           | -           | -           | -           | -       | -           |
| Franck Laffite            | -           | -           | -           | (11pts)     | (11pts)     | (3pts)      | NP          | NP          | NP          | (3pts)      | (1pt)       | (6pts)      | (8pts)      | (0pt)       | (1pt)       | NP      | (4pts)      |
| Nicolas Le Goff           | (0pt)       | NP          | (9pts)      | (5pts)      | (8pts)      | (13pts)     | (4pts)      | (4pts)      | (13pts)     | (2pts)      | (9pts)      | (4pts)      | (11pts)     | (7pts)      | (11pts)     | (7pts)  | (12pts)     |
| Kévin Le Roux             | (11pts)     | (9pts)      | (12pts)     | -           | -           | (2pts)      | (7pts)      | (12pts)     | (9pts)      | (7pts)      | (9pts)      | NP          | NP          | (10pts)     | (5pts)      | (8pts)  | (9pts)      |
| Libero                    |             |             |             |             |             |             |             |             |             |             |             |             |             |             |             |         |             |
| Jenia Grebennikov         | a participé | a participé | a participé | a participé | a participé | a participé | a participé | a participé | a participé | a participé | a participé | a participé | a participé | a participé | a participé | (1pt)   | a participé |
| Passeurs                  |             |             |             |             |             |             |             |             |             |             |             |             |             |             |             |         |             |
| Rafael Redwitz            | (0pt)       | NP          | (0pt)       | -           | -           | -           | -           | -           | -           | -           | -           | -           | -           | -           | -           | -       | -           |
| Toafa Takaniko            | -           | -           | -           | (0pt)       | (0pt)       | (0pt)       | (0pt)       | (0pt)       | (0pt)       | (1pt)       | NP          | (1pt)       | (0pt)       | (0pt)       | (0pt)       | (0pt)   | (0pt)       |
| Benjamin Toniutti         | (1pt)       | (3pts)      | (1pt)       | (0pt)       | (1pt)       | (1pt)       | (2pts)      | (1pt)       | (2pts)      | (0pt)       | (0pt)       | (0pt)       | (5pts)      | (3pts)      | (2pts)      | (2pts)  | (3pts)      |
| Réceptionneurs-attaquants |             |             |             |             |             |             |             |             |             |             |             |             |             |             |             |         |             |
| Baptiste Geiler           | -           | -           | -           | -           | -           | NP          | NP          | NP          | NP          | (0pt)       | NP          | -           | -           | -           | -           | -       | -           |
| Julien Lyneel             | (16pts)     | (17pts)     | (11pts)     | -           | -           | -           | -           | -           | -           | -           | -           | -           | -           | -           | -           | -       | -           |
| Nicolas Maréchal          | -           | -           | -           | (14pts)     | (8pts)      | (10pts)     | NP          | (9pts)      | (8pts)      | (11pts)     | (13pts)     | (10pts)     | NP          | (22pts)     | (2pts)      | (13pts) | (8pts)      |
| Earvin N'Gapeth           | (16pts)     | (15pts)     | (18pts)     | NP          | NP          | -           | -           | -           | -           | -           | -           | NP          | (12pts)     | (4pts)      | (8pts)      | NP      | (18pts)     |
| Kévin Tillie              | (3pts)      | NP          | (0pt)       | (6pts)      | (15pts)     | (3pts)      | (8pts)      | (12pts)     | (21pts)     | (10pts)     | (14pts)     | (8pts)      | (17pts)     | (4pts)      | (5pts)      | (16pts) | (5pts)      |
| Samuel Tuia               | NP          | NP          | (0pt)       | (6pts)      | NP          | (2pts)      | (15pts)     | NP          | (0pt)       | (6pts)      | NP          | NP          | (3pts)      | NP          | (10pts)     | NP      | NP          |

## Les sélections

### Sélection pour letournoi de qualification au Championnat du monde 2014
| No                                          | Nom                                         | Date de naissance                           | Taille | Poids | Poste                        | Club                         |
| ------------------------------------------- | ------------------------------------------- | ------------------------------------------- | ------ | ----- | ---------------------------- | ---------------------------- |
| 2                                           | Jenia Grebennikov                           | 13 août 1990                                | 188    | 74    | Libero                       | VfB Friedrichshafen          |
| 3                                           | Gérald Hardy-Dessources                     | 9 février 1983                              | 197    | 93    | Central                      | Tours Volley-Ball            |
| 4                                           | Antonin Rouzier                             | 18 août 1986                                | 201    | 100   | Attaquant                    | Bre Banca Cuneo              |
| 5                                           | Rafael Redwitz                              | 12 août 1980                                | 190    | 85    | Passeur                      | Montpellier UC               |
| 6                                           | Benjamin Toniutti                           | 30 octobre 1989                             | 183    | 74    | Passeur                      | CMC Ravenne                  |
| 8                                           | Nicolas Rossard                             | 23 mai 1990                                 | 182    | 62    | Libero                       | Arago de Sète                |
| 11                                          | Julien Lyneel                               | 15 avril 1990                               | 192    | 85    | Réceptionneur-attaquant      | Montpellier UC               |
| 12                                          | Earvin N'Gapeth                             | 12 février 1991                             | 194    | 93    | Réceptionneur-attaquant      | VK Kouzbass Kemerovo         |
| 14                                          | Nicolas Le Goff                             | 15 février 1992                             | 204    | 97    | Central                      | Montpellier UC               |
| 15                                          | Samuele Tuia                                | 24 juillet 1986                             | 195    | 95    | Réceptionneur-attaquant      | Skra Bełchatów               |
| 16                                          | Kévin Tillie                                | 2 novembre 1990                             | 198    | 75    | Réceptionneur-attaquant      | CMC Ravenne                  |
| 17                                          | Franck Lafitte                              | 8 mars 1989                                 | 203    | 95    | Central                      | Montpellier UC               |
| 20                                          | Kévin Le Roux                               | 11 mai 1989                                 | 209    | 95    | Central                      | Copra Piacenza               |
| 21                                          | Mory Sidibé                                 | 17 juin 1987                                | 193    | 92    | Attaquant                    | Paris Volley                 |
|                                             |                                             |                                             |        |       |                              |                              |
| Encadrement technique                       | Encadrement technique                       |                                             |        |       | Légende                      | Légende                      |
| Entraîneur : Laurent Tillie                 | Entraîneur : Laurent Tillie                 | Entraîneur : Laurent Tillie                 |        |       | : Capitaine                  | : Capitaine                  |
| Entraîneur(s) adjoint(s) : Arnaud Josserand | Entraîneur(s) adjoint(s) : Arnaud Josserand | Entraîneur(s) adjoint(s) : Arnaud Josserand |        |       | : Joueur blessé actuellement | : Joueur blessé actuellement |
| Manager général : Pascal Foussard           |                                             |                                             |        |       |                              |                              |

### Sélection pour laLigue mondiale
| No                                                                                 | Nom                                                                                | Date de naissance                                                                  | Taille | Poids | Poste                        | Club                         |
| ---------------------------------------------------------------------------------- | ---------------------------------------------------------------------------------- | ---------------------------------------------------------------------------------- | ------ | ----- | ---------------------------- | ---------------------------- |
| 1                                                                                  | Jonas Aguenier                                                                     | 28 avril 1992                                                                      | 200    | 97    | Central                      | Nantes Rezé Métropole Volley |
| 2                                                                                  | Jenia Grebennikov                                                                  | 13 août 1990                                                                       | 188    | 74    | Libero                       | VfB Friedrichshafen          |
| 3                                                                                  | Philippe Tuitoga                                                                   | 18 décembre 1990                                                                   | 202    | 87    | Central                      | Paris Volley                 |
| 4                                                                                  | Antonin Rouzier                                                                    | 18 août 1986                                                                       | 201    | 100   | Attaquant                    | Piemonte Volley              |
| 5                                                                                  | Rafael Redwitz                                                                     | 12 août 1980                                                                       | 190    | 85    | Passeur                      | Montpellier UC               |
| 6                                                                                  | Benjamin Toniutti                                                                  | 30 octobre 1989                                                                    | 183    | 74    | Passeur                      | Porto Robur Costa Ravenne    |
| 7                                                                                  | Kévin Tillie                                                                       | 2 novembre 1990                                                                    | 198    | 83    | Réceptionneur-attaquant      | Porto Robur Costa Ravenne    |
| 8                                                                                  | Marien Moreau                                                                      | 25 octobre 1983                                                                    | 201    | 100   | Attaquant                    | Generali Haching             |
| 9                                                                                  | Earvin N'Gapeth                                                                    | 12 février 1991                                                                    | 194    | 93    | Réceptionneur-attaquant      | Pallavolo Modène             |
| 10                                                                                 | Kévin Le Roux                                                                      | 11 mai 1989                                                                        | 209    | 95    | Central                      | Pallavolo Piacenza           |
| 11                                                                                 | Julien Lyneel                                                                      | 15 avril 1990                                                                      | 192    | 85    | Réceptionneur-attaquant      | Montpellier UC               |
| 12                                                                                 | Baptiste Geiler                                                                    | 12 mars 1987                                                                       | 198    | 90    | Réceptionneur-attaquant      | VfB Friedrichshafen          |
| 13                                                                                 | Ludovic Castard                                                                    | 18 janvier 1983                                                                    | 195    | 85    | Réceptionneur-attaquant      | AS Cannes                    |
| 14                                                                                 | Nicolas Le Goff                                                                    | 15 février 1992                                                                    | 204    | 97    | Central                      | Montpellier UC               |
| 15                                                                                 | Samuele Tuia                                                                       | 24 juillet 1986                                                                    | 195    | 95    | Réceptionneur-attaquant      | Skra Bełchatów               |
| 16                                                                                 | Nicolas Maréchal                                                                   | 4 mars 1987                                                                        | 198    | 83    | Réceptionneur-attaquant      | Jastrzębski Węgiel           |
| 17                                                                                 | Franck Lafitte                                                                     | 8 mars 1989                                                                        | 203    | 95    | Central                      | Montpellier UC               |
| 18                                                                                 | Yoann Jaumel                                                                       | 16 septembre 1987                                                                  | 181    | 77    | Passeur                      | GFC Ajaccio Volley-Ball      |
| 19                                                                                 | Nicolas Rossard                                                                    | 23 mai 1990                                                                        | 183    | 65    | Libero                       | Arago de Sète                |
| 20                                                                                 | Thibault Rossard                                                                   | 28 août 1993                                                                       | 195    | 84    | Réceptionneur-attaquant      | Spacer's Toulouse Volley     |
| 21                                                                                 | Mory Sidibé                                                                        | 17 juin 1987                                                                       | 193    | 92    | Attaquant                    | Paris Volley                 |
| 22                                                                                 | Toafa Takaniko                                                                     | 29 mai 1985                                                                        | 192    | 88    | Passeur                      | Arago de Sète                |
|                                                                                    |                                                                                    |                                                                                    |        |       |                              |                              |
| Encadrement technique                                                              | Encadrement technique                                                              |                                                                                    |        |       | Légende                      | Légende                      |
| Entraîneur : Laurent Tillie                                                        | Entraîneur : Laurent Tillie                                                        | Entraîneur : Laurent Tillie                                                        |        |       | : Capitaine                  | : Capitaine                  |
| Entraîneur(s) adjoint(s) : Arnaud Josserand Entraîneur(s) adjoint(s) : Luc Marquet | Entraîneur(s) adjoint(s) : Arnaud Josserand Entraîneur(s) adjoint(s) : Luc Marquet | Entraîneur(s) adjoint(s) : Arnaud Josserand Entraîneur(s) adjoint(s) : Luc Marquet |        |       | : Joueur blessé actuellement | : Joueur blessé actuellement |
| Manager général : Pascal Foussard                                                  |                                                                                    |                                                                                    |        |       |                              |                              |